# Callitrichia incerta
Callitrichia incerta là một loài nhện trong họ Linyphiidae.
Loài này thuộc chi Callitrichia. Callitrichia incerta được František Miller miêu tả năm 1970.